# 최후식

최후식(崔厚植, 1976년~)은 조선대학교에서 헌법을 전공한 헌법학자이고, (주)호남매일신문사의 대표이사로 활동하고 있다.

## 생애
1976년 전라남도 강진군에서 태어나 초등학교 시절 광주로 유학가서 학창시절을 광주광역시에서 보냈다.

## 경력
- 조선대학교 법학박사[1]
- 한국국가법학회 이사
- (주)호남매일신문사 대표이사
- 호남매일신문 대표이사
- 호남매일TV 대표이사[2]
- 서영대학교 경찰행정학과 외래교수[3]
- 광주광역시 남구 주민자치위원장[4]
- 재광강진군향우회 부회장[5]

## 논문
- 기초의회 폐지와 기초단체장 임명제에 대한 헌법적 고찰 (2013)[6]
- 채무자회생법의 헌법상 문제에 관한 연구 (2018)[7]
- 면책결정의 보증인효력에 관한 헌법재판소 판례 검토 -헌재 2008.10.30. 2007헌마206결정에 대한 평석을 중심으로- (2018)[8]